# Grêmio Atlético Sampaio (Acre)
El Grêmio Atlético Sampaio, conocido también como GAS, fue un equipo de fútbol de Brasil que jugó en el Campeonato Acreano, la primera división del estado de Acre.

## Historia
Fue fundado en el año 1964 en el municipio de Rio Branco, la capital del estado de Acre como el equipo representante del comando del ejército del estado de Acre, por lo que la mayoría de sus jugadores eran soldados activos. Un año después participan en el Campeonato Acreano.
En 1967 el club se consagra campeón estatal por primera vez y llegó a la final estatal al año siguiente, pero el club es disuelto por orden del recién elegido comandante, el mayor Werther Moraes, que al ver que el club no ganó el torneo decide desaparecerlo, principalmente porque el mayor no era aficionado al fútbol.
El club jugó cuatro temporadas en el Campeonato Acreano de 1965 a la última que jugó en 1968.

## Palmarés
- Campeonato Acreano: 1

1967

## Jugadores

### Jugadores destacados
| - Ailton - Amilcar | - Chico Alab - Palheta |